# Diplomatura
Una diplomatura és una carrera de cicle curt de contingut humanístic o sanitari, diferent de les carreres curtes tècniques (arquitectura tècnica i l'enginyeria tècnica). Es pot impartir en escoles universitàries no tècniques o en facultats. Les diplomatures tendeixen a desaparèixer en la Unió Europea a partir de la creació de l'Espai Europeu d'Educació Superior.